# Peter Kreuder
Peter Kreuder (18 de agosto de 1905 - 28 de junio de 1981) fue un compositor, pianista y director germano austriaco. Escribió más de 180 películas, obras orquestales, óperas, operetas, musicales y otras piezas.

## Biografía
Nacido en Aquisgrán, Alemania, su padre era el cantante de ópera Peter Kreuder. Inició su carrera a los seis años interpretando un concierto de piano de Mozart en la sala Gürzenich de Colonia, pasando sus años académicos en Múnich, Berlín y Hamburgo.
La primera banda sonora en la que trabajó fue la del film de 1930 Hinter den Roten Mauern von Lichterfelde. Después tuvo la oportunidad de escribir los arreglos y parte de la música de  El ángel azul, cuya banda sonora compuso Friedrich Hollaender. En 1932 se unió al Partido Nacionalsocialista Obrero Alemán (miembro número 1.275.600), abandonando la organización en 1934.
En los años del Tercer Reich Kreuder se dejó utilizar por el régimen, escribiendo la música de la cinta de propaganda Gestern und heute (1938), de Hans Steinhoff. Tuvo gran resonancia su tema schlager Musik! Musik! Musik! (conocido por el estribillo „Ich brauche keine Millionen“), que 35 años después se utilizó en El Show de los Muppets.
En el año 1939 Kreuder emigró a Suecia, de donde fue obligado a volver en 1941 bajo amenaza de enviar a su familia a un campo de concentración. En el otoño de 1943 cayó en desgracia ante las autoridades nazis, pues se había negado a hacer conciertos en Renania, región que se encontraba más amenazada por los bombardeos que el resto del país. Sin embargo, dado que todavía era necesario como compositor cinematográfico, no fue enviado al frente ni excluido del Reichsmusikkammer.
Kreuder escribió musicales para Zarah Leander (Lady aus Paris y Madame Scandaleuse) y Johannes Heesters (Bel Ami). También escribió lieder (canciones), para Greta Keller (Wenn die Sonne hinter den Dächern versinkt y Es kann zwischen heute und morgen) y para Doddy Delissen, entre otros intérpretes. También tuvo éxito tras el final de la Segunda Guerra Mundial, tanto como pianista como compositor, y visitó cuatro continentes en una gira acompañando a Josephine Baker. Su último musical, Lola Montez, se estrenó en 2003.
Peter Kreuder obtuvo la nacionalidad austriaca en el año 1945, aunque mantuvo también la nacionalidad alemana. Falleció en Salzburgo, Austria, en el año 1981. Fue enterrado en el Cementerio Ostfriedhof de Múnich, en la tumba número 55-19-2.

## Premios
- 1941 : Orden de Vasa, Suecia
- 1950 : Título de Profesor en Buenos Aires
- 1970 : Premio de las Artes Schwabing[5]
- 1971 : Título de Profesor en Viena
- 1972 : Medalla München leuchtet
- 1975 : Anillo Paul Lincke
- 1980 : Orden del Mérito de Baviera

## Composiciones musicales (selección)
Peter Kreuder trabajó como compositor y arreglista en la música de 188 películas, once musicales, cinco operetas, una ópera y seis obras sinfónicas.

### Musicales
- Bel Ami
- Lady aus Paris
- Madame Scandaleuse
- Lola Montez
- Lips

### Lieder
- Musik, Musik, Musik (Ich brauche keine Millionen) (texto de Hans Fritz Beckmann) (del film Hallo Janine, 1939)
- Ich wollt, ich wär ein Huhn (texto de Hans Fritz Beckmann) (del film Glückskinder, 1936)
- Wenn die Sonne hinter den Dächern versinkt
- Sag' beim Abschied leise „Servus“ (texto de Harry Hilm)
- Es kann zwischen heute und morgen (texto de Hans Fritz Beckmann)
- Liederzyklus Zeit und Ewigkeit, a partir de poemas de Christian Morgenstern[6]

## Filmografía

### Compositor
- 1931 : Hinter den roten Mauern
- 1932 : Wenn dem Esel zu wohl ist
- 1932 : Peter Voß, der Millionendieb
- 1932 : Nacht der Versuchung
- 1932 : Der goldene Gletscher
- 1934 : Un de la montagne
- 1934 : Weiße Majestät
- 1935 : Mazurka
- 1935 : Tag der Freiheit! – Unsere Wehrmacht
- 1935 : Das Stahltier
- 1935 : Das Mädchen Johanna
- 1935 : Henker, Frauen und Soldaten
- 1936 : Allotria
- 1936 : Glückskinder
- 1936 : Ein Hochzeitstraum
- 1936 : Burgtheater
- 1936 : Weiße Sklaven
- 1937 : Frauenliebe – Frauenleid
- 1937 : Kapriolen
- 1937 : Confession
- 1937 : Serenade
- 1937 : Gasparone
- 1938 : Gestern und heute
- 1938 : Dreizehn Mann und eine Kanone
- 1938 : Der Maulkorb
- 1938 : Rätsel um Beate
- 1938 : Wort und Tat
- 1938 : Eine Nacht im Mai
- 1938 : In geheimer Mission
- 1939 : Wasser für Canitoga
- 1939 : Hallo Janine
- 1940 : Nanette
- 1940 : Mein Mann darf es nicht wissen
- 1940 : Die drei Codonas
- 1940 : Ritorno
- 1940 : Traummusik
- 1940 : Kora Terry
- 1940 : Romans
- 1943 : Liebesgeschichten
- 1944 : In flagranti
- 1944 : Es lebe die Liebe
- 1944 : Es fing so harmlos an
- 1945 : Frühlingsmelodie
- 1948 : Das singende Haus
- 1948 : Frech und verliebt
- 1951 : El heroico Bonifacio
- 1951 : Cosas de mujer
- 1951 : Concierto de bastón
- 1951 : Qué hermanita!
- 1951 : El honorable inquilino
- 1952 : Alle kann ich nicht heiraten
- 1952 : El gaucho y el diablo
- 1953 : El paraíso
- 1953 : So ein Affentheater
- 1953 : Liebeskrieg nach Noten
- 1953 : Arlette erobert Paris
- 1953 : Schlagerparade
- 1954 : Canción de la nieve
- 1954 : Der erste Kuß
- 1954 : Die Mücke
- 1954 : Ein Mädchen aus Paris
- 1955 : Ihr erstes Rendezvous
- 1956 : Hilfe – sie liebt mich
- 1960 : Frauen in Teufels Hand
- 1968 : Ein dreifach Hoch dem Sanitätsgefreiten Neumann
- 1974 : Der gestohlene Himmel
- 1987 : Camilla Horn 85

### Como actor
- 1922 : Mabel und ihre Freier
- 1922 : Heinrich Heines erste Liebe
- 1933 : Eine Frau wie Du
- 1939 : Opernball
- 1940 : Romans
- 1953 : Schlagerparade
- 1959 : Rechtstreekse uitzending vanuit het Radio- en TV-salon te Antwerpen (telefilm)
- 1961 : Ontdek de ster (serie TV, 1 episodio)
- 1961 : Treffpunkt Telebar (serie TV, 1 episodio)
- 1967 : Muziekalbum (serie TV, 1 episodio)